# Сысоево (Челябинская область)
Сысоево — деревня в Октябрьском районе Челябинской области России. Входит в состав Маякского сельского поселения.

## География
Деревня находится на востоке Челябинской области, в лесостепной зоне, на восточном берегу озера Деньгино, на расстоянии примерно 13 километров (по прямой) к югу от села Октябрьское, административного центра района. Абсолютная высота — 181 метр над уровнем моря.

## Население
| 2002 | 2010 |
| ---- | ---- |
| 327  | ↘222 |

Гендерный состав
По данным Всероссийской переписи населения 2010 года в гендерной структуре населения мужчины составляли 46,8 %, женщины — соответственно 53,2 %.
Национальный состав
Согласно результатам переписи 2002 года, в национальной структуре населения русские составляли 74 %.

## Улицы
Уличная сеть деревни состоит из трёх улиц и одного переулка.